# ئی‌ام‌دی اس‌دابلیو۱۵۰۰
ئی‌ام‌دی اس‌دابلیو۱۵۰۰ (انگلیسی: EMD SW1500) یک لوکوموتیو دیزلی شانتر ساخت شرکت جنرال موتورز الکترو-موتیو دیزل است.
این لوکوموتیو که مابین سال‌های ۱۹۶۶ تا ۱۹۷۴ تولید می‌شده دارای ۱۲ سیلندر، ۱۵۰۰ اسب بخار قدرت و ۱۱۲٬۴۹۱ کیلوگرم وزن بوده است.